# Kielmeyera
Kielmeyera är ett släkte av tvåhjärtbladiga växter. Kielmeyera ingår i familjen Calophyllaceae.

## Bildgalleri

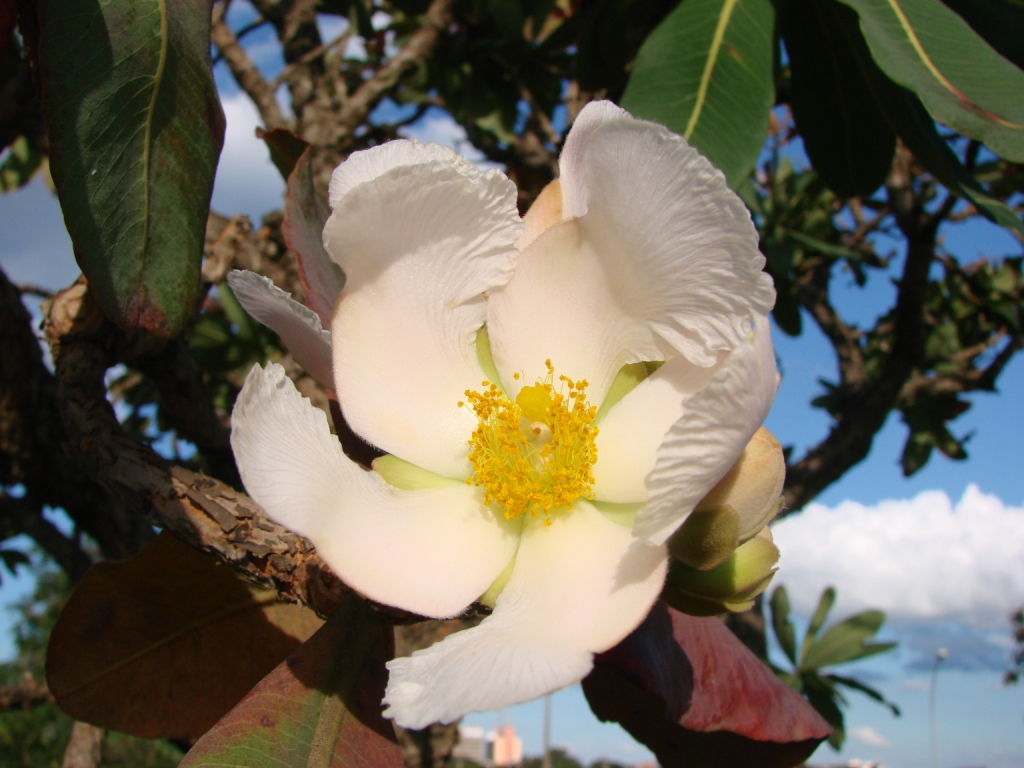

## Dottertaxa tillKielmeyera, i alfabetisk ordning[1]
- Kielmeyera abdita
- Kielmeyera albopunctata
- Kielmeyera altissima
- Kielmeyera amplexicaulis
- Kielmeyera anisosepala
- Kielmeyera appariciana
- Kielmeyera argentea
- Kielmeyera bifaria
- Kielmeyera coriacea
- Kielmeyera corymbosa
- Kielmeyera cuspidata
- Kielmeyera decipiens
- Kielmeyera divergens
- Kielmeyera elata
- Kielmeyera excelsa
- Kielmeyera falcata
- Kielmeyera gracilis
- Kielmeyera grandiflora
- Kielmeyera humifusa
- Kielmeyera insignis
- Kielmeyera itacarensis
- Kielmeyera juruenensis
- Kielmeyera lathrophyton
- Kielmeyera marauensis
- Kielmeyera membranacea
- Kielmeyera neglecta
- Kielmeyera neriifolia
- Kielmeyera obtecta
- Kielmeyera occhioniana
- Kielmeyera paniculata
- Kielmeyera peruviana
- Kielmeyera petiolaris
- Kielmeyera pulcherrima
- Kielmeyera pumila
- Kielmeyera regalis
- Kielmeyera reticulata
- Kielmeyera rizziniana
- Kielmeyera rosea
- Kielmeyera rubriflora
- Kielmeyera rufotomentosa
- Kielmeyera rugosa
- Kielmeyera rupestris
- Kielmeyera sigillata
- Kielmeyera similis
- Kielmeyera speciosa
- Kielmeyera tomentosa
- Kielmeyera trichophora
- Kielmeyera variabilis